# Warginie
Warginie – kolonia w Polsce położona w województwie zachodniopomorskim, w powiecie sławieńskim, w gminie Sławno. Do 31 grudnia 2024 r. przysiółek wsi Radosław.
Miejscowość położona jest przy trasie nieistniejącej już linii kolejowej Sławno-Ustka.
Do 1954 część miasta Sławno. W latach 1975–1998 miejscowość administracyjnie należała do województwa słupskiego.